# Nothing’s Shocking
Az 1988-as Nothing’s Shocking a Jane’s Addiction debütáló nagylemeze. Gyakran az együttes legjobb albumaként hivatkoznak rá. Bár a kritikusok dicsérték, a Billboard 200 listán csak a 103. helyig jutott. A Jane Says a 6. helyet érte el a Billboard Modern Rock Tracks kislemezlistán. Az Egyesült Államokban platinalemez lett, az Egyesült Királyságban ezüst minősítést kapott.
A Rolling Stone magazin Minden idők 500 legjobb albuma listáján a 309. helyre került. Szerepel az 1001 lemez, amit hallanod kell, mielőtt meghalsz című könyvben.

## Az album dalai
|     | Cím                                | Szerző(k)                                                | Hossz |
| --- | ---------------------------------- | -------------------------------------------------------- | ----- |
| 1.  | Up the Beach                       | Perry Farrell, Dave Navarro, Eric Avery, Stephen Perkins | 3:00  |
| 2.  | Ocean Size                         | Farrell, Navaroo, Avery, Perkins                         | 4:20  |
| 3.  | Had a Dad                          | Farrell, Navaroo, Avery, Perkins                         | 3:44  |
| 4.  | Ted, Just Admit It...              | Farrell, Navaroo, Avery, Perkins                         | 7:23  |
| 5.  | Standing in the Shower... Thinking | Farrell, Navaroo, Avery, Perkins                         | 3:03  |
| 6.  | Summertime Rolls                   | Farrell, Navaroo, Avery, Perkins                         | 6:18  |
| 7.  | Mountain Song                      | Farrell, Navaroo, Avery, Perkins                         | 4:03  |
| 8.  | Idiots Rule                        | Farrell, Navaroo, Avery, Perkins                         | 3:00  |
| 9.  | Jane Says                          | Farrell, Navaroo, Avery, Perkins                         | 4:52  |
| 10. | Thank You Boys                     | Farrell, Navaroo, Avery, Perkins                         | 1:01  |
| 11. | Pig's in Zen                       | Farrell, Navaroo, Avery, Perkins                         | 4:30  |

## Közreműködők
- Perry Farrell – ének, zongora
- Dave Navarro – szóló- és ritmusgitár
- Eric Avery – basszusgitár
- Stephen Perkins – dob, ütőhangszerek
- Mike Shatz – acél dob és konga a Jane Says-en
- Angelo Moore – szaxofon
- Flea – trombita
- Christopher Dowd – harsona
- Dave Jerden – producer
- Ronnie S. Champagne – hangmérnök
- Andy Harper – keverés

## Fordítás
Ez a szócikk részben vagy egészben a Nothing's Shocking című angol Wikipédia-szócikk ezen változatának fordításán alapul.  Az eredeti cikk szerkesztőit annak laptörténete sorolja fel. Ez a jelzés csupán a megfogalmazás eredetét és a szerzői jogokat jelzi, nem szolgál a cikkben szereplő információk forrásmegjelöléseként.